# Armand Libioulle
Marie Antoine Dieudonné Joseph Félix Gustave Armand Libioulle (Charleroi, 8 juni 1851 - Forville, 7 oktober 1925) was een Belgisch senator.

## Levensloop
Libioulle was een zoon van Walther Libioulle, doctor in de rechten aan de ULB en voorzitter van de rechtbank van eerste aanleg in Charleroi, en van Marie Henrion. Walther nam de eigendom over van het kasteel van Seron in Forville, van zijn broer de vrijgezel Felix Libioulle (1807-1872), die gemeenteraadslid in Forville, voorzitter van de kerkfabriek en vrederechter was.
Armand promoveerde tot doctor in de rechten (1874) aan de ULB en vestigde zich als advocaat in Charleroi. Hij bleef vrijgezel en werd eigenaar, samen met zijn zus, van het kasteel in Forville, waar hij in de zomer verbleef, terwijl hij 's winters in Charleroi woonde.
Na zijn dood was zijn zus Laurence Libioulle (1854-1941) enige eigenares, als laatste van de Libioulles. De naakte eigendom legateerde ze aan haar notaris en het vruchtgebruik aan hun dienaars, Charles en Isa Dehauffe, koetsier en kokkin. Het kende vervolgens nog verschillende eigenaars.
In 1902 werd Libioulle verkozen tot BWP-senator voor het arrondissement Charleroi en vervulde dit mandaat tot aan zijn dood. Vanaf 1919 was hij secretaris van de Hoge Vergadering.
In de Senaat kantte hij zich zeer tegen bepaalde evoluties binnen Kongo-Vrijstaat. Hij kwam ook actief tussen in de besprekingen over de wetgeving op de militaire dienstplicht.
Hij was bestuurder van:
- de koninklijke musea van het Jubelpark;
- de Société Archéologique de Charleroi.

## Publicaties
- A propos de 1830. Cinq articles parus dans Le Peuple et complétés, Brussel, 1910.
- Historique, tactique, stratégique et politique sur les événements survenus en Belgique en 1815 in: Bulletin de la Société belge d’Études napoléoniennes, december 1963.